# Little Foot

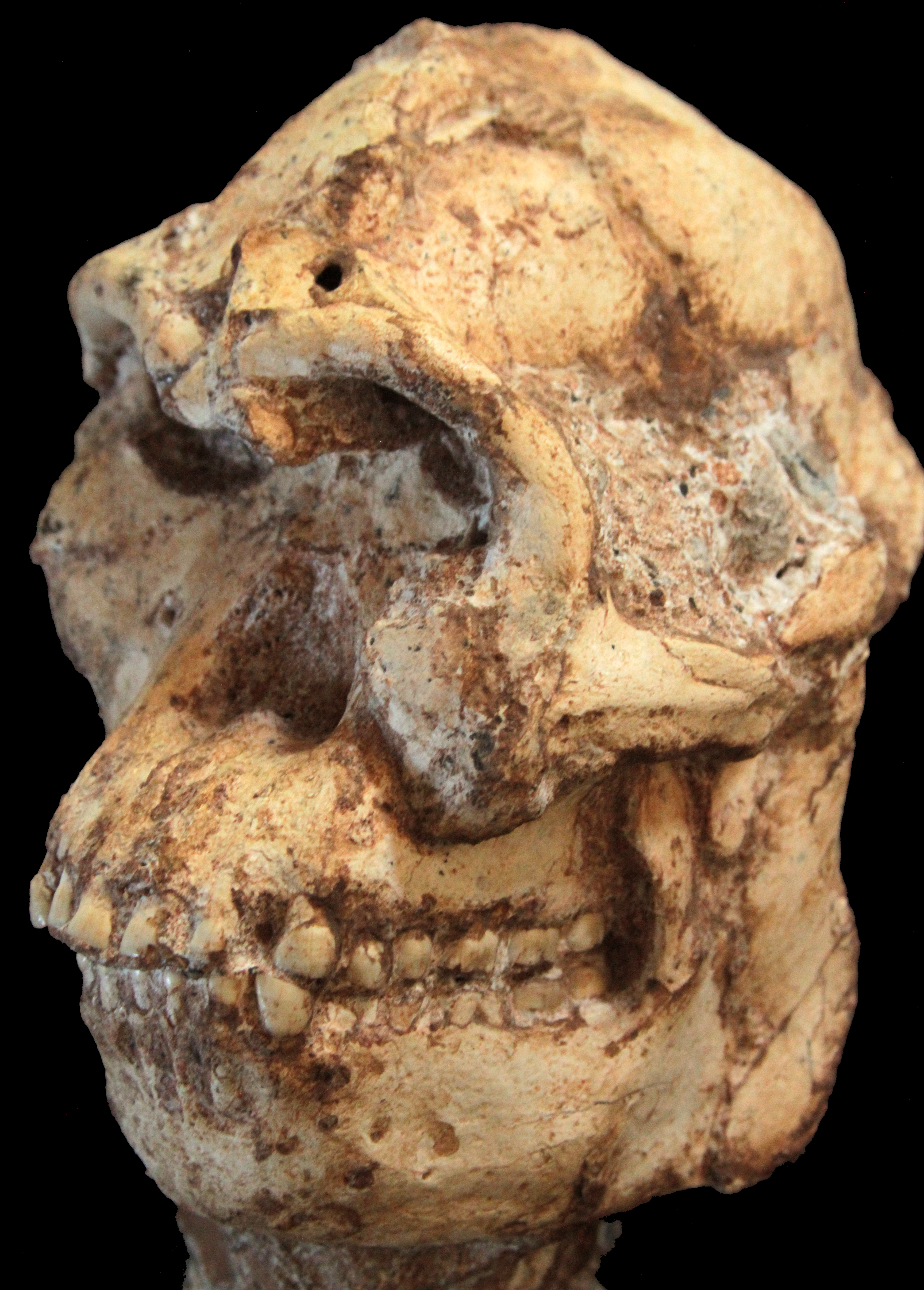
Der gereinigte Schädel von „Little Foot“

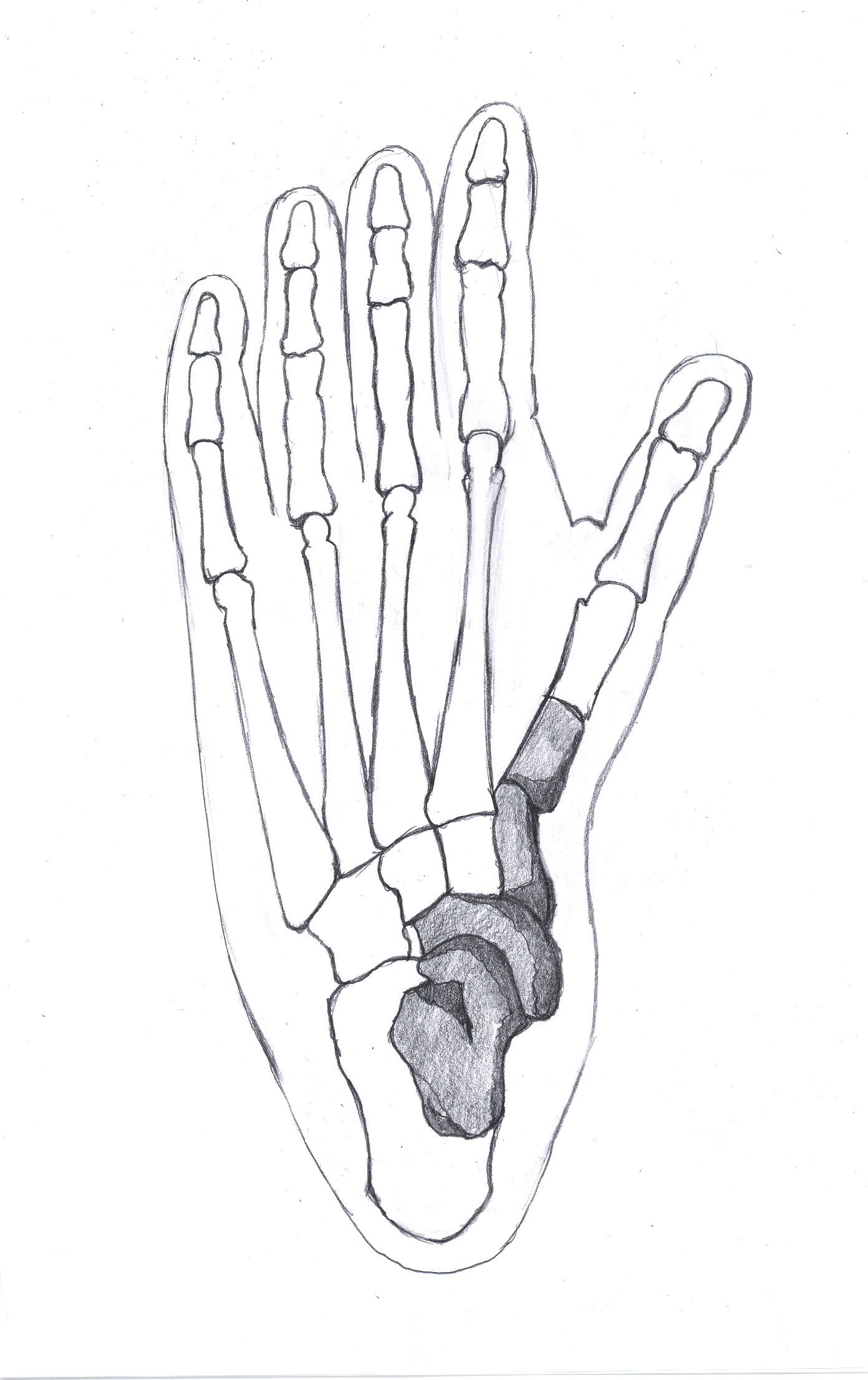
Die vier namensgebenden Fußknochen von „Little Foot“

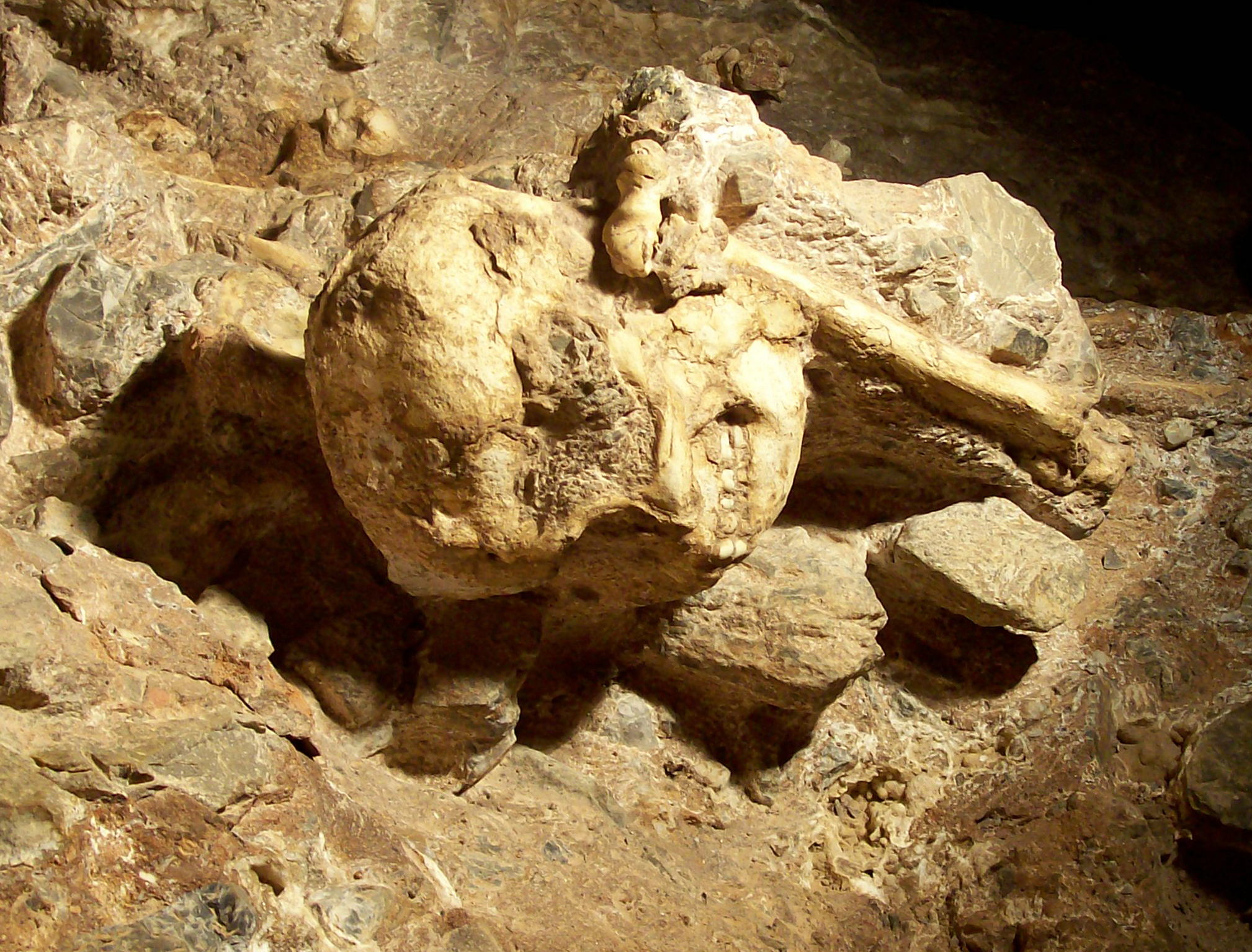
Der Schädel von „Little Foot“ am Fundort im Jahr 2006

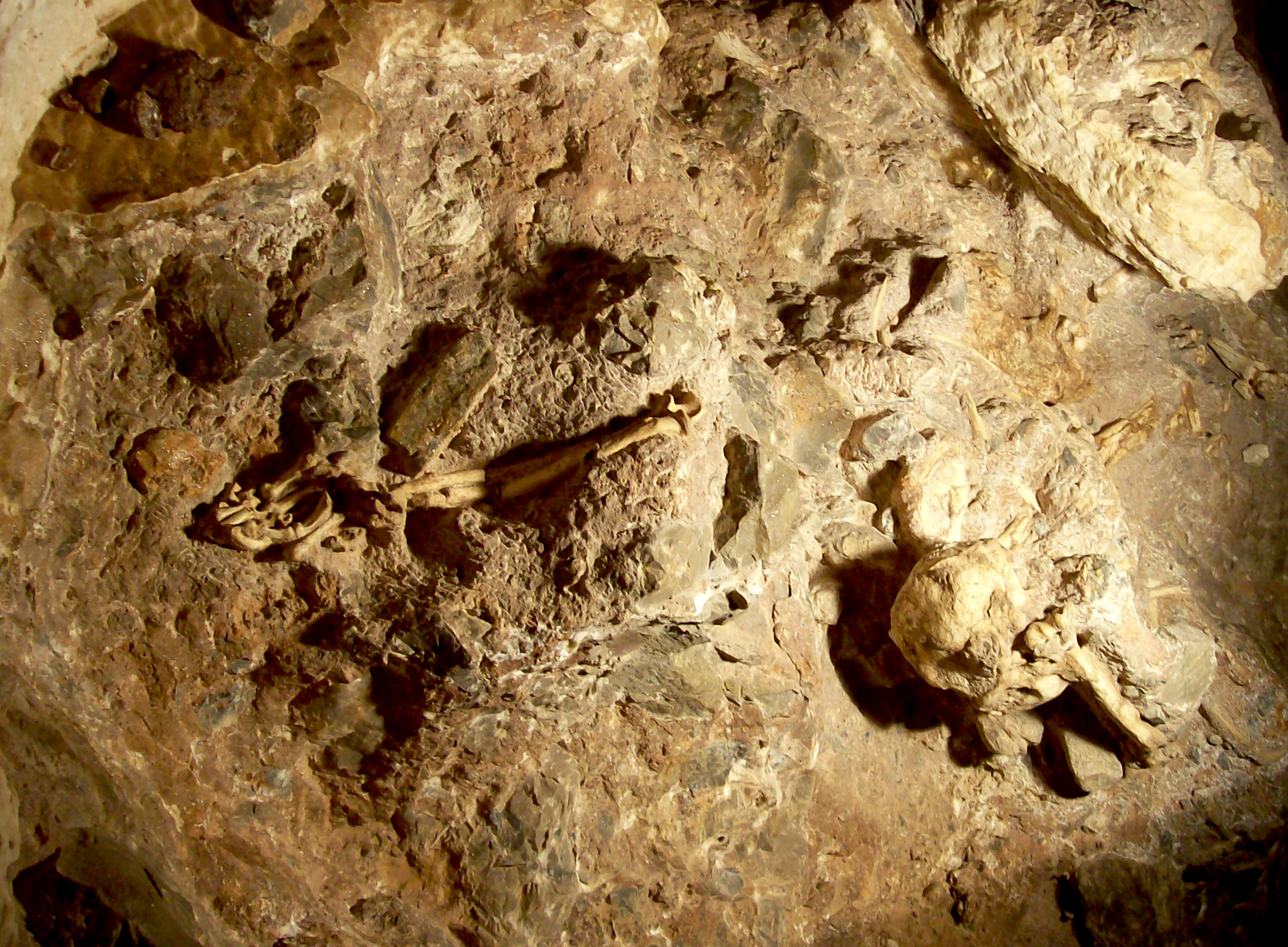
Blick über den Fundort im November 2006

Little Foot („kleiner Fuß“) bezeichnet das vollständigste bisher entdeckte Skelett eines frühen Vertreters der Hominini. Es wurde in einer Kalkstein-Formation in Sterkfontein (Südafrika) entdeckt und wird in den Fachveröffentlichungen als Australopithecus prometheus zur Gattung Australopithecus gestellt. Der Spitzname „kleiner Fuß“ entstand, da von diesem Fossil 1995 von Ronald J. Clarke zunächst vier zusammengehörige Fußgelenkknochen beschrieben wurden. Aus der Beschaffenheit dieser Fußknochen wurde abgeleitet, dass ihr Besitzer zum aufrechten Gang befähigt war. Jedoch ähnelt der Bauplan des Schultergürtels dem Bauplan der Gorillas, was bedeutet, dass Little Foot noch an eine suspensorische Fortbewegung auf Bäumen angepasst war.
Die Freilegung und Bergung der Knochen erwies sich als äußerst schwierig und langwierig, da sie vollständig in betonartig harte Brekzie aus Dolomit und Radiolarit eingebettet waren.

## Fundgeschichte
Der Fundort, die Silberberg Grotte, war in Südafrika seit den 1930er-Jahren als Lagerstätte von Fossilien bekannt. Helmut Kurt Silberberg, ein promovierter Kunsthändler und Galerist aus Johannesburg, nach dem der vordere Teil des weitläufigen Gang- und Höhlensystems später benannt wurde, hatte in ihm wiederholt Fossilien aufgesammelt – motiviert durch einen Fund von Robert Broom, der 1936 den ersten Schädel eines erwachsenen Australopithecus, das Fossil TM 1511, in Sterkfontein entdeckt hatte. Aus wissenschaftlicher Sicht wurden die Bodenschichten im Gebiet von Sterkfontein damals irrtümlich dem oberen Pleistozän zugeschrieben und galten daher als nicht besonders alt. Dies änderte sich erst im Januar 1945, nachdem der französische Prähistoriker und katholische Priester Henri Breuil die beiden Kiefer einer fossilen Hyäne an Broom weiterreichte, die Silberberg bereits 1942 in einem tieferen Abschnitt des Höhlensystems entdeckt hatte. Broom erkannte, dass dieses Fossil der wesentlich älteren Epoche des Pliozän zuzuordnen sei und benannte es 1946 in einer Übersichtsarbeit zu seinen südafrikanischen Fossilienfunden als Lycyaena silberbergi; heute wird die Art als Chasmaporthetes silberbergi zur Gattung Chasmaporthetes gestellt. Eingehende wissenschaftliche Untersuchungen in der Höhle fanden trotz dieses Fundes und seiner zeitlichen Einordnung nicht statt.
Es dauerte bis 1978, als Phillip Tobias und sein Kollege Alun R. Hughes (1916–1992) im Umfeld der Höhle einen Beobachtungsposten einrichten ließen, von dem aus ihre Helfer den kommerziellen Abbau von Kalkstein aus der Nähe mitverfolgen konnten, in der Hoffnung, im Abraum Fossilien von Australopithecus entdecken zu können – letztlich scheinbar erfolglos, trotz einer Vielzahl entdeckter Raubtier- und Affenfossilien. 1992 wurde schließlich Ronald J. Clarke von Tobias beauftragt, eine Ausgrabung in der Silberberg-Grotte zu leiten, erneut in der Hoffnung, Australopithecus-Fossilien zu bergen. Das betonartig harte Gestein wurde durch mehrere kleine Sprengladungen gelockert, zahlreiche Fossilien von Raubtieren und von Meerkatzenverwandten wurden entdeckt, jedoch erneut keine Australopithecus-Fossilien und ungewöhnlich wenige Fossilien aus dem Formenkreis der Rinderartigen (Bovidae). Dieser Mangel an Fossilien von Boviden veranlasste Clarke, einen Blick auf die seit den 1970er-Jahren von Tobias und Hughes aufbewahrten Funde aus dem Kalkstein-Abraum zu werfen.
Am 6. September 1994 öffnete Clarke einen mit Silberberg Grotto D 20 beschrifteten Karton, der u. a. eine Plastiktüte mit der Beschriftung carnivore foot bones (Fußknochen von Raubtieren) enthielt. Einen dieser bereits 1980 archivierten Fußknochen identifizierte Clarke sofort als hominin, und beim weiteren Durchstöbern der Sammlung stieß er auf drei weitere hominine Fußknochen, die im folgenden Jahr wissenschaftlich beschrieben wurden. Da das linke Sprungbein, das linke Kahnbein, das linke Keilbein sowie der linke Mittelfußknochen als zusammengehörig erkannt worden waren, wurden zunächst weitere unausgewertete Bestände gesichtet und in diesen bis Juni 1997 acht weitere Fuß- und Handknochen entdeckt, die möglicherweise dem gleichen Fossil zugeschrieben werden konnten. Einer dieser Knochen – das Fragment eines rechten Schienbeins – wies eine relativ frische Bruchstelle auf, die frühestens in den 1920er-Jahren bei einer Sprengung zum Abbau von Kalkstein entstanden sein konnte.
Daraufhin bat Clarke Anfang Juli 1997 zwei Präparatoren seines Instituts, Stephen Motsumi und Nkwane Molefe, den ursprünglichen Fundort der Fossilien, 25 Meter unter der Oberfläche der Silberberg Grotte, erneut abzusuchen. Tatsächlich entdeckten die beiden in dieser Höhle mit den Ausmaßen einer mittelgroßen Kirche am 3. Juli – nach nur zwei Tagen Suche mit Hilfe von Handlampen – das Gegenstück zum bereits bekannten Fragment. In unmittelbarer Nähe zu diesem rechten Schienbein-Fragment entdeckten die beiden Präparatoren das aus dem Boden ragende Fragment eines linken Schienbeins, dessen Fortsetzung sich bereits unter den Jahre zuvor aus der Höhle geborgenen Fossilien befand, ferner ein linkes Wadenbein. Da sich die Knochenfunde beider Beine in anatomisch korrekter Anordnung befanden, vermuteten die Präparatoren, dass es sich um ein vollständiges Skelett handeln könnte, das mit dem Gesicht nach unten in den Kalkstein eingebettet worden war.
In den folgenden Monaten legten Clarke und seine beiden Assistenten mit Hilfe von Hammer und kleinen Meißeln zunächst weitere Fußknochen frei. Erste Überreste des Oberkörpers – einen Oberarmknochen – entdeckte Stephen Motsumi am 11. September 1998, und am 17. September wurde schließlich auch der Kopf des Individuums sichtbar: ein mit dem Unterkiefer verbundener Schädel, dessen linke Seite nach oben weist.
Ein Jahr später, im Juli und August 1999, wurden – abermals in anatomisch korrekter Anordnung – ein linker Unterarm sowie die zugehörige linke Hand entdeckt und teilweise freigelegt. Clarke berichtete von dieser Entdeckung sechs Monate später und erläuterte nunmehr, alle bisherigen Analysen deuteten darauf hin, dass der fossile Leichnam offenbar vollständig, durch Geländebewegungen allenfalls geringfügig verschoben und auch nicht durch Raubtiere beschädigt worden sei. Ferner habe man in der Umgebung der Hand- und der Handgelenkknochen schmale, ehemalige Hohlräume entdeckt, die mit Calciumcarbonat verfüllt seien. Dies deute darauf hin, dass der Körper vermutlich bereits vor seiner vollständigen Verwesung von Gesteinsablagerungen umhüllt wurde.
Die Freilegung der fossilen Knochen erwies sich als äußerst mühsam. Zwar wurden zunächst besonders dicke Gesteinsbrocken mit Hammer und Meißel abgetragen, jedoch erwiesen sich die Fossilien als sehr viel weicher als das sie umgebende Gestein (Brekzie, Radiolarit und extrem harter Tropfstein). Deshalb wurde im Fortgang der Freilegungsarbeiten nicht nur in der unmittelbaren Nähe von Knochen ausschließlich mit einem elektrisch betriebenen Gravierstift (Air Scribe) gearbeitet. Zusätzlich erschwert wurden die Arbeiten durch eindringendes Regenwasser, das die bereits oberflächlich freigelegten Fossilien zu schädigen drohte, weswegen die Arbeiten während der alljährlichen Regenperioden mehrfach monatelang unterbrochen werden mussten. Erst im Juni 2011 waren sämtliche Knochen auch unterseits per Gravierstift soweit vom Gestein abgetrennt worden, dass sie – noch immer eingebettet in mehreren Gesteinsblöcken – aus der Höhle ins Labor gebracht werden konnten. Die vollständige Präparation der Knochen dauerte bis 2017.

## Datierung
Als schwierig und im Ergebnis bisher unbefriedigend erweist sich die Altersbestimmung des Fundes, da es im Bereich der Fundstelle keine vulkanischen Schichten gibt, anhand derer eine sichere absolute Datierung möglich war. Daher wurde im Juli 1995 – auf Grundlage einer relativen Datierung anhand von fossilen Meerkatzenverwandten und einiger Carnivoren – für die als „member 2“ (Fundschicht 2) bezeichnete Fundschicht ein geschätztes Alter von 3,0 bis 3,5 Millionen Jahre ausgewiesen, weswegen das Fossil als der bis dahin älteste Fund eines Vertreters der Hominini in Südafrika bezeichnet wurde; diese Alterszuschreibung passte exakt zu den seit 1978 bekannten und als sicher datiert geltenden homininen Fußspuren von Laetoli. In einer zweiten Analyse der Begleitfunde wurde diese biostratigraphische Datierung jedoch bereits im März 1996 als zu alt kritisiert und stattdessen rund 2,5 Mio. Jahre als das wahrscheinlichere Alter benannt. Zu einem ähnlichen Ergebnis kam 2002 eine Studie von Hauptautor Lee R. Berger, der zufolge Little Foot „jünger als 3 Mio. Jahre“ ist. Ein Jahr später wurde dann aber auf Basis der Aluminium-Beryllium-Methode sogar ein Alter von mehr als 4 Millionen Jahren publiziert.
Ende 2006 ergab eine neuerliche Studie mit Hilfe der Uran-Blei-Datierung jedoch ein Alter von 2,17 ± 0,17 Mio. Jahren. Diese Datierung wurde durch eine 2011 publizierte paläomagnetische Analyse des einbettenden Schichtpaketes bestätigt, die ein Mindestalter von 2,2 Mio. Jahren und ein Höchstalter von 2,58 Mio. Jahren ergeben hat. Eine frühere paläomagnetische Datierung von etwa 3,3 Millionen Jahren basierte auf einer falschen Annahme zum Mindestalter der hangenden Schichten. 2014 wurde dann jedoch wieder argumentiert, das Fossil sei „mindestens 3 Mio. Jahre“ alt, und 2015 ergab eine neuerliche Aluminium-Beryllium-Datierung ein Alter von 3,67 ± 0,16 Mio. Jahren. Die Datierung ist weiterhin umstritten, wurde aber im Juni 2022 durch eine Aluminium-Beryllium-Datierung der Fundschicht 4 gestützt. 2024 publizierte Francis Thackeray zudem eine weitere biostratigraphische Analyse von „member 2“, die „ein vermutliches Alter von 3,6 Millionen Jahren“ ergab.

## Fundbeschreibung
Ende 2008 publizierte Clarke eine Rekonstruktion der Umstände, aufgrund derer das Fossil so ungewöhnlich gut erhalten bleiben konnte. Im Unterschied zu den anderen Knochenfunden in der gleichen Höhle, die augenscheinlich über längere Zeitspannen hinweg an ihren endgültigen Lagerort geschwemmt worden waren, befanden sich im Nahbereich des Fundhorizonts von Little Foot keine anderen Fossilien, wohl aber in darunter liegenden Fundhorizonten. Auch weist das Fossil keine Beschädigungen durch Raubtiere auf; es wurde also nicht als Beute in die Höhle verschleppt. Gleichwohl sind einzelne Knochen zerbrochen, ohne dass dies auf die Steinbrucharbeiten im frühen 20. Jahrhundert zurückgeführt werden kann. Aus diesen Befunden und aus genauen Analysen der Gesteinsschichten am Fundort des Fossils schloss Clarke daher, dass der Australopithecus – wie zuvor andere Tiere – durch ein Loch im Dach der Höhle in diese gestürzt sein muss und dort verendete. Kurze Zeit später sei das Loch vermutlich durch hineinstürzendes Material verstopft worden, so dass kein Wasser mehr eindringen und die Knochen des Kadavers wegspülen konnte.
Ende 2018 wurden auf einer Online-Plattform des Cold Spring Harbor Laboratory die ersten, bereits für 2012 angekündigten, ausführlicheren Fundbeschreibungen publiziert; diese Fachartikel hatten zuvor das Peer-Review-Verfahren des Journal of Human Evolution durchlaufen. Demnach besaß Little Foot deutlich längere Beine als Arme und wäre, sollte die Datierung auf ein Alter rund von 3,6 Millionen Jahre Bestand haben, der älteste Beleg für diese, für spätere Arten der Hominini charakteristischen Merkmale. Dieser von anderen Menschenaffen abweichende Bauplan der Extremitäten belege zugleich eine frühe Anpassung an den aufrechten Gang. Eine Krümmung des linken Unterarms deutet den anatomischen Studien zufolge auf eine Sturzverletzung während der Kindheit hin.
In einer genauen Beschreibung des Schädels wurden zahlreiche Merkmale herausgestellt, die Little Foot von allen anderen bekannten Arten der Gattung Australopithecus unterscheiden, weswegen 2018 die bereits 2015 erfolgte, vorläufige Zuordnung von Little Foot zu Australopithecus prometheus bekräftigt wurde. Das Schädel-Innenvolumen betrug – vergleichbar mit dem eines heute lebenden Schimpansen – mindestens 408 cm3. Aus einer dreidimensionalen, virtuellen Rekonstruktion der Gehirnoberfläche wurde unter anderem abgeleitet, dass Little Foot noch einen wesentlich größeren visuellen Cortex besaß als spätere Vertreter der Hominini und dass auch andere Bereiche der Gehirnoberfläche größere Ähnlichkeiten mit den Merkmalen der Vorfahren heute lebender Schimpansen hatten als mit jenen des anatomisch modernen Menschen.
Aus der relativ kleinen Größe der Zähne wurde abgeleitet, dass Little Foot als ein weibliches Individuum interpretiert werden kann. Die Körpergröße betrug 130 Zentimeter. Auch könne die Bezahnung als Hinweis darauf interpretiert werden, dass sich Australopithecus prometheus überwiegend von pflanzlicher Nahrung ernährte.

## Lebensweise
Schon in der 1995 veröffentlichten ersten Beschreibung der vier zunächst entdeckten Fußknochen hatten die Autoren erläutert, dieser Australopithecus habe zwar aufrecht gehen können, sei jedoch auch in der Lage gewesen, auf Bäumen zu leben und mit Hilfe von Greifbewegungen – dank der noch opponierbaren Zehe – in diesen umherzuklettern. Der Bau des Fußes unterscheide sich nur geringfügig von dem eines Schimpansen. Durch die weiteren, 1998 entdeckten Fußknochen sah Clarke sich in dieser anfänglichen Einschätzung bestätigt. Die aus Laetoli bekannten Fußabdrücke von Australopithecus und die Anordnung der in der Silberberg Grotte entdeckten Fußknochen weisen seiner Fundbeschreibung zufolge ein hohes Maß an Übereinstimmung auf. In seiner 1999 erschienenen Beschreibung der fossilen Handknochen wies Clarke darauf hin, dass sowohl die Länge der Handfläche als auch die Länge der einzelnen Fingerknochen deutlich kürzer sei als die der Schimpansen und Gorillas; die Hand wurde, „wie die der modernen Menschen“, als „relativ unspezialisiert“ bezeichnet. Unter Verweis auf Raubtierfunde, die zur Zeit der Australopithecinen in Afrika lebten, schloss sich Clarke der Auffassung von Jordi Sabater Pi an, der 1997 argumentiert hatte, ein nächtlicher Aufenthalt am Boden sei für Australopithecus zu gefährlich gewesen, so dass er vermutlich – ähnlich den heute lebenden Schimpansen und Gorillas – Schlafnester auf Bäumen gebaut habe. Sein Körperbau lasse es ferner als möglich erscheinen, dass sich Australopithecus auch tagsüber zeitweise auf Bäumen aufgehalten habe, um dort Nahrung zu suchen.
Bestätigt wurden diese Interpretationen durch eine Analyse der Maße und der Beweglichkeit des ersten (obersten) Halswirbels, des Atlas. Einer 2020 publizierten Studie zufolge ähnelte dessen Beweglichkeit der eines heute lebenden Schimpansen. Zudem ergab eine anhand der Knochenmerkmale mögliche Rekonstruktion des Blutdurchflusses zum Gehirn, dass Little Foot – ebenfalls vergleichbar mit den Schimpansen – nur ungefähr ein Drittel der Blutmenge zum Gehirn transportieren konnte, die ein anatomisch moderner Mensch ans Gehirn leitet. Der Bau des Schultergürtels und in der Folge die Bewegungsmöglichkeiten der Arme weisen ebenfalls größere Ähnlichkeiten mit dem Schultergürtel insbesondere der Gorillas auf als mit jenem des Homo sapiens: Einer 2021 veröffentlichten Studie zufolge wurden die anatomischen Merkmale des Schultergürtels dahingehend interpretiert, dass Little Foot sich – unterhalb von Ästen, die Hände über dem Kopf – schwingend in Bäumen fortbewegen konnte. Auch der Bau des Innenohrs gleicht eher dem eines Schimpansen als dem eines anatomisch modernen Menschen, was ebenfalls auf einen mindestens zeitweiligen Aufenthalt auf Bäumen schließen lässt oder auf „zumindest ähnliche Anforderungen an die Aufrechterhaltung der visuellen Stabilität und des Gleichgewichts bei einer größeren Vielfalt von Kopfpositionen.“

## Taxonomische Einordnung
Zunächst wurde der Fund (Sammlungsnummer: Stw 573) keiner bestimmten Art der Gattung Australopithecus zugeordnet. In der ersten Fundbeschreibung vom Juli 1995 hieß es zwar: „Die Knochen gehören vermutlich zu einem frühen Angehörigen von Australopithecus africanus oder zu einer anderen frühen Art der Hominiden“. Nachdem 1998 ein Teil des Schädels entdeckt und freigelegt worden war, wies Ron Clarke nunmehr darauf hin, dass der Fund zwar vermutlich der Gattung Australopithecus zuzuordnen sei, jedoch dessen „ungewöhnliche Merkmale“ mit keiner bis dahin beschriebenen Australopithecus-Art übereinstimmen.
Erst Ende 2008 legte sich Clarke dann endgültig fest, beschrieb zahlreiche Merkmalsabweichungen zwischen einerseits Little Foot, andererseits Australopithecus africanus sowie Australopithecus afarensis und ordnete das Fossil einer zweiten, seinerzeit in Südafrika neben Australopithecus africanus lebenden und bislang unbenannten Art zu. Er griff damit zugleich Überlegungen von Robert Broom und Raymond Dart auf, die bereits in den 1930er-Jahren diverse Funde aus Taung, Sterkfontein und Makapansgat (der „Cradle of Humankind“) zu unterschiedlichen Arten – 1948 beispielsweise zu Australopithecus prometheus – gestellt hatten; später hatte sich für diese Funde aber international die gemeinsame Bezeichnung Australopithecus africanus durchgesetzt.
Nach dem Fund des rund zwei Millionen Jahre alten Australopithecus sediba, der im Jahr 2008 nur 15 km von Sterkfontein entfernt in der Malapa-Höhle entdeckt worden war, wurde die Vermutung geäußert, dass Little Foot ein Vorfahre von Australopithecus sediba gewesen sein könnte. Obwohl eine detaillierte Beschreibung von Little Foot, anhand derer die Verwandtschaft mit anderen Arten fachlich erörtert werden könnte, von Clarke zwar für Ende 2012 angekündigt worden war, jedoch nicht publiziert wurde, ordnete er im Jahr 2015 den Fund der auf diese Weise zum zweiten Mal eingeführten Art Australopithecus prometheus zu, die parallel zu Australopithecus africanus in Südafrika existiert habe. Die Zuordnung gleich alter und einander ähnelnder Fossilien zu unterschiedlichen Arten ist zwischen „Lumpern und Splittern“ umstritten, da die natürliche Variabilität der Arten möglicherweise unterschätzt werde. Gegen die Zuordnung von Stw 573 zu Australopithecus prometheus wurde beispielsweise eingewandt, dass diese Art weder 1948 noch jemals danach hinreichend präzise von Australopithecus africanus abgegrenzt wurde (vergl. Nomen nudum), so dass es sich aus diesem – formalen – Grund verbiete, den Artnamen für in jüngerer Zeit entdeckt Fossilien zu verwenden, es sei denn, ein neuer Holotypus werde eingeführt.

## Belege
1. ↑  Reiner Protsch, Ronald J. Clarke: The oldest complete skeleton of an Australopithecus in Africa (StW 573). In: Anthropologischer Anzeiger. Band 61, 2003, S. 7–17.
2. 1 2 3  Ronald J. Clarke: Excavation, reconstruction and taphonomy of the StW 573 Australopithecus prometheus skeleton from Sterkfontein Caves, South Africa. In: Journal of Human Evolution. Band 127, 2019, S. 41–53, doi:10.1016/j.jhevol.2018.11.010.
3. ↑  Robert Broom: Age of the South African Ape-men. In: Nature. Band  155, 1945, S. 389–390, doi:10.1038/155389a0.
4. ↑  Robert Broom und Gerrit Willem Hendrik Schepers: The South African fossil ape-men: the Australopithecinae. In: Transvaal Museum Memoir. Nr. 2, Pretoria 1946.
5. ↑  Die Darstellung der Fundgeschichte folgt einer Beschreibung von Donald Johanson im Editorial zum Newsletter des Institute of Human Origins der Arizona State University vom Mai 2005 sowie in der Fundbeschreibung von Clarke aus dem Jahr 1998 im South African Journal of Science, Band 94, S. 460 f.
6. ↑   Ronald J. Clarke, Phillip Tobias: Sterkfontein member 2 foot bones of the oldest South African hominid. In: Science. Band 269, 1995, S. 521–524; doi:10.1126/science.7624772.
7. ↑   Fossil Hominids: Stw 573 (Little Foot). Auf: talkorigins.org, zuletzt eingesehen am 15. März 2022.
8. ↑  Ronald J. Clarke: First ever discovery of a well-preserved skull and associated skeleton of Australopithecus. In: South African Journal of Science. Band 94, 1998, S. 460–463.
9. ↑   Ronald J. Clarke: Discovery of the complete arm and hand of the 3.3 million-year-old Australopithecus skeleton from Sterkfontein. In: South African Journal of Science. Band 95, 1999, S. 477–480.
10. ↑  Michael Balter: Little Foot, Big Mystery. In: Science. Band 333, Nr. 6048, 2011, S. 1374, doi:10.1126/science.333.6048.1374.
11. ↑  So Jeffrey K. McKee von der südafrikanischen Witwatersrand-Universität in einem Technischen Kommentar in Science, Band 271, 1. März 1996, S. 1301.
12. ↑  Lee R. Berger et al.: Revised age estimates of Australopithecus-bearing deposits at Sterkfontein, South Africa. In: American Journal of Physical Anthropology. Band 119, Nr. 2, 2002, S. 192–197, doi:10.1002/ajpa.10156.
13. ↑   T. C. Partridge et al.: Lower Pliocene Hominid Remains from Sterkfontein. In: Science. Band 300, 2003, S. 607–612; doi:10.1126/science.1081651.
Stand die Menschheitswiege in Südafrika? Auf: spiegel.de vom 25. April 2003.
14. ↑   Joanne Walker, Robert A. Cliff, Alfred G. Latham: U-Pb Isotopic Age of the StW 573 Hominid from Sterkfontein, South Africa. In: Science. Band 314, 2006, S. 1592–1594, doi:10.1126/science.1132916.
15. ↑  Andy I. R. Herries, John Shaw: Palaeomagnetic analysis of the Sterkfontein palaeocave deposits: Implications for the age of the hominin fossils and stone tool industries. In: Journal of Human Evolution. Band 60, Nr. 5, 2011, S. 523–539, doi:10.1016/j.jhevol.2010.09.001.
16. ↑  Timothy C. Partridge et al.: The new hominid skeleton from Sterkfontein, South Africa: age and preliminary assessment. In: Journal of Quaternary Science. Band 14, 1999, S. 293–298; Volltext (PDF, 679 kB). (Memento vom 18. Juli 2011 im Internet Archive).
17. ↑  Laurent Bruxelles et al.: Stratigraphic analysis of the Sterkfontein StW 573 Australopithecus skeleton and implications for its age. In: Journal of Human Evolution. Band 70, 2014, S. 36–48, doi:10.1016/j.jhevol.2014.02.014, Volltext.
Michael Balter: ‚Little Foot‘ Fossil Could Be Human Ancestor. Auf: news.sciencemag.org vom 14. März 2014.
18. 1 2  Darryl E. Granger et al.: New cosmogenic burial ages for Sterkfontein Member 2 Australopithecus and Member 5 Oldowan. In: Nature. Band 522, Nr. 7554, 2015, S. 85–88, doi:10.1038/nature14268.
 New cosmogenic burial ages for SA's Little Foot fossil and Oldowan artefacts. Auf: eurekalert.org vom 1. April 2015.
19. ↑  Laurent Bruxelles et al.: A multiscale stratigraphic investigation of the context of StW 573 ‘Little Foot’ and Member 2, Sterkfontein Caves, South Africa. In: Journal of Human Evolution. Band 133, 2019, S. 78–98, doi:10.1016/j.jhevol.2019.05.008.
20. ↑  Darryl E. Granger et al.: Cosmogenic nuclide dating of Australopithecus at Sterkfontein, South Africa. In: PNAS. Band 119, Nr. 27, 2022, e2123516119, doi:10.1073/pnas.2123516119.
21. ↑  Francis Thackeray: A biochronological date of 3.6 million years for ‚Little Foot‘ (StW 573, Australopithecus prometheus from Sterkfontein, South Africa). In: Evolutionary Anthropolgy. Online-Vorabveröffentlichung vom 1. November 2024, doi:10.1002/evan.22049.
22. ↑   Ron J. Clarke: Latest information on Sterkfontein’s Australopithecus skeleton and a new look at Australopithecus. In: South African Journal of Science. Band 104, 2008, S. 443–449, Volltext (PDF).
23. ↑  Identity of Little Foot fossil stirs controversy. Auf: sciencemag.org vom 11. Dezember 2018.
24. ↑   Robin Huw Crompton et al.: Functional Anatomy, Biomechanical Performance Capabilities and Potential Niche of StW 573: an Australopithecus Skeleton (circa 3.67 Ma) From Sterkfontein Member 2, and its significance for The Last Common Ancestor of the African Apes and for Hominin Origins. In: bioRxiv. 2018, doi:10.1101/481556.
25. ↑  A. J. Heile, Travis Rayne Pickering, Jason L. Heaton und R. J. Clarke: Bilateral Asymmetry of the Forearm Bones as Possible Evidence of Antemortem Trauma in the StW 573 Australopithecus Skeleton from Sterkfontein Member 2 (South Africa). In: bioRxiv. 2018, doi:10.1101/486076.
26. ↑  Ronald J. Clarke und Kathleen Kuman: The skull of StW 573, a 3.67 Ma Australopithecus skeleton from Sterkfontein Caves, South Africa. In: bioRxiv. 2018, doi:10.1101/483495. Unter gleichem Titel auch erschienen in: Journal of Human Evolution. Band 134, September 2019, doi:10.1016/j.jhevol.2019.06.005.
27. ↑  Amélie Beaudet, Ronald J. Clarke, Edwin J. de Jager et al.: The endocast of StW 573 („Little Foot“) and hominin brain evolution. In: Journal of Human Evolution. Band 126, 2019, S. 112–123, doi:10.1016/j.jhevol.2018.11.009.
 Peering into Little Foot's 3.67 million-year-old brain. Auf: eurekalert.org vom 18. Dezember 2018.
28. ↑  ‘Little Foot’ hominin emerges from stone after millions of years. Auf: nature.com vom 7. Dezember 2018.
29. ↑  Controversial skeleton may be a new species of early human. Auf: newscientist.com vom 6. Dezember 2018.
30. ↑  „Its foot has departed to only a small degree from that of the chimpanzee.“ Clarke und Tobias, in Science, Band 269, 1995, S. 524.
31. ↑  Jordi Sabater Pi et al.: Did the First Hominids Build Nests? In: Current Anthropology Band 38, Nr. 5, 1997, S. 914–916; doi:10.1086/204682.
32. ↑  „I also think it probable that it spent parts of the day feeding in the trees, as do the orang-utans and chimpanzees.“ Clarke, South African Journal of Science, Band 95, 1999, S. 480.
33. ↑  Amélie Beaudet, Ronald J. Clarke et al.: The atlas of StW 573 and the late emergence of human-like head mobility and brain metabolism. In: Scientific Reports. Band 10, Artikel Nr. 4285, 2020, doi:10.1038/s41598-020-60837-2.
34. ↑  Kristian J. Carlson, David J.Green, Tea Jashashvili et al.: The pectoral girdle of StW 573 (‘Little Foot’) and its implications for shoulder evolution in the Hominina. In: Journal of Human Evolution. Online-Vorabveröffentlichung vom 20. April 2021, doi:10.1016/j.jhevol.2021.102983.
Little Foot fossil shows early human ancestor clung closely to trees. (Memento vom 25. April 2021 im Internet Archive). Im Original erschienen auf heritagedaily.com vom 20. April 2021.
35. ↑  Amélie Beaudet, Ronald J. Clarke, Laurent Bruxelles et al.: The bony labyrinth of StW 573 (‚Little Foot‘): Implications for early hominin evolution and paleobiology. In: Journal of Human Evolution. Band 127, 2019, S. 67–80. doi:10.1016/j.jhevol.2018.12.002.
36. ↑  „I prefer to reserve judgement on the fossil’s exact taxonomic affinities, although it does appear to be a form of Australopithecus“. Zitiert aus Clarke, The first discovery of a well-preserved skull…, S. 462.
37. ↑  Ron J. Clarke: Latest information on Sterkfontein's Australopithecus skeleton…, S. 443.
38. ↑  Raymond A. Dart: The Makapansgat proto-human Australopithecus prometheus. In: American Journal of Physical Anthropology. Band 6, Nr. 3, 1948, S. 259–283.
39. ↑  Michael Balter: Paleoanthropologist now rides high on a new fossil tide. In: Science. Band 333, Nr. 6048, 2011, S. 1374, doi:10.1126/science.333.6048.1373.
40. ↑  Tim White: Early Hominids – Diversity or Distortion? In: Science. Band 299, Nr. 5615, 2003, S. 1994–1997, doi:10.1126/science.1078294.
41. ↑  Lee R. Berger und John Hawks: Australopithecus prometheus is a nomen nudum. In: American Journal of Physical Anthropology. Online-Vorabveröffentlichung vom 14. Dezember 2018, doi:10.1002/ajpa.23743.
42. ↑  ‘Little Foot’ skeleton analysis reignites debate over the hominid’s species. Auf: sciencenews.org vom 12. Dezember 2018.